# آمزیباش
آمزیباش (انگلیسی: Amzibash) یک شهرک در شهرستان کالتاسینسکی استان باشقیرستان کشور روسیه است.